# 402e régiment d'artillerie
Le 402e régiment d'artillerie, à l'origine 402e régiment d'artillerie de défense contre aéronefs, a été créé le 10 avril 1923 et dissous le 1er juillet 2012.

## Création et différentes dénominations
- 10 avril 1923 : création
- 1er juillet 2012 : dissous

## Chefs de corps
- 1923-1926 - Lieutenant-colonel Bonnet
- 1926-1926 - Lieutenant-colonel Legros
- 1926-1927 - Lieutenant-colonel Quiriaux
- 1927-1930 - Lieutenant-colonel Fontanez
- 1930-1931 - Lieutenant-colonel Mars
- 1931-1933 - Lieutenant-colonel Lafitte-Rouzet
- 1933-1935 - Colonel Mars
- 1935-1937 - Colonel Cornet
- 1937-1939 - Colonel Deroussaux
- 1947-1951 - Lieutenant-colonel Mayer
- 1951-1952 - Colonel Mayer
- 1952-1955 - Colonel Azambre
- 1955-1958 - Colonel Sousselier[2],
- 1958-1960 - Lieutenant-colonel Raguenet
- 1960-1962 - Chef d'escadron Salles
- 1962-1963 - Colonel Lehning[2]
- 1964-1966 - Lieutenant-colonel Niclot[2]
- 1966-1967 - Lieutenant-colonel Scotto Di Vettimo[2]
- 1967-1969 - Lieutenant-colonel Clemang
- 1969-1970 - Lieutenant-colonel Lemerre[2]
- 1970-1971 - Colonel Lemerre[2]
- 1971-1973 - Lieutenant-colonel Hinterlang
- 1973-1975 - Lieutenant-colonel Spyns
- 1975-1977 - Colonel Barbet[2]
- 1977-1979 - Lieutenant-colonel Le Dean
- 1979-1981 - Colonel Poirel
- 1981-1983 - Colonel Carmona[2]
- 1983-1985 - Lieutenant-colonel Balliot[2]
- 1985-1987 - Colonel Cordoliani
- 1987-1989 - Lieutenant-colonel Lefebvre[2]
- 1989-1992 - Lieutenant-colonel Bourreau[2]
- 1992-1994 - Lieutenant-colonel Var[2]
- 1994-1996 - Colonel Lanternier
- 1996-1998 - Lieutenant-colonel Nivet[2], (fut capitaine de la 4e batterie du 53e RA et lieutenant à la 2e batterie du même régiment à Breisach FFA).
- 1998-2000 - Lieutenant-colonel Brusseaux[2] (fut capitaine à la 2° batterie du 53° RA / Breisach FFA)
- 2000-2002 - Lieutenant-colonel Marec[2]
- 2002-2004 - Colonel Poëdras
- 2004-2006 - Colonel Brejot
- 2006-2008 - Colonel Boisgontier
- 2008-2010 - Lieutenant-colonel Blondeau [2] (fut capitaine de la 2° batterie du même régiment)
- 2010-2012 - Lieutenant-colonel Ogier[2]

## Historique

### Avant1923: la Grande Guerre et le2erégimentde DCA
C'est l'engagement d'aéronefs sur le champ de bataille de la Première Guerre mondiale qui entraine la création d'une artillerie de défense contre avions. Les batteries de DCA dispersées dans les grandes unités sont présentes dans toutes les grandes batailles (Marne, Champagne, Verdun, Picardie). La bonne conduite de ces unités au cours de la Première Guerre mondiale vaut à l'étendard du régiment de porter dans ses plis l'inscription "Grande Guerre 1914-1918".
Le 1er janvier 1920 a été formé à Sedan le 2e régiment de défense contre aéronef (2e RDCA) à partir de personnels provenant de différentes unités : état-major, peloton hors-rang et batteries 8, 9, 10 et 20 du 66e régiment d'artillerie, compagnies de projecteurs 2 et 12 du 67e régiment d'artillerie, compagnie de mitrailleuses 472 du 501e régiment d'infanterie territoriale et compagnie d'aérostatiers no 27 et le 2e groupe de circulation. Ce régiment faisait partie de l'aéronautique militaire.
Le 25 août 1922, il quitte l'aéronautique pour intégrer l'artillerie.

### Entre-deux-guerres
- Le 402e régiment d'artillerie de défense contre aéronefs (402e RADCA) a été créé le 10 avril 1923 à Mayence par changement de nom du 2e RDCA[5].
- le 402e RADCA est stationné, au sein de l'Armée française du Rhin, à Gansenheim (Allemagne) près de Mayence (1er, 2e 3e et 5e groupes) jusqu'en 1926[2] et à Trèves (4e groupe)[4].
- À partir de 1926, son état-major est installé à Metz[3]. Le 402e régiment d'artillerie de DCA est alors basé à la Caserne Roques[réf. souhaitée]. Il a également un détachement à Laon, puis à Reims à partir de 1938[3].

### Seconde Guerre mondiale
- Pendant la campagne de 1939-1940, le 402e RADCA est dispersé en 32 groupes et huit batteries indépendantes[3]. Ses éléments ont un comportement remarquable, abattant plus de 20 appareils ennemis. Ainsi, du 23 au 27 mai 1940, la 7e batterie du 402e RADCA (Lieutenant Bugnot) participe avec 4 autocanons de 75, Mle 1913/34 à la défense de la garnison de Calais. La batterie employée avec grand succès en anti-char détruit et tient les chars allemands à distance jusqu'à épuisement de ses munitions. On trouve aussi un autre élément du 402 à la bataille du canal de l'Aa du  24 au 28 mai 1940. Il est dissous le 1er août 1940[4].

### De1945à la guerre d'Algérie
- Recréé à partir des groupes antiaériens de la Première Armée française du général de Lattre de Tassigny, le 402e régiment d’artillerie antiaérienne (402e RAA) s'installe à Commercy le 1er septembre 1947.
- À partir du 9 novembre 1955 il est envoyé en Afrique du Nord où il participe aux opérations de maintien de l’ordre au Maroc dans les régions de Fez et Béni Mellal. Puis est regroupé à Médiouna, au sud de Casablanca du 25 août 1956 au 4 décembre 1956[4]
- En juillet 1957, le 402e RAA a été transféré en Algérie dans le secteur d’Orléansville. L’inscription "AFN 1952-1962" dans les plis de son étendard témoigne de cet engagement
- Le 16 avril 1962, le 402e RAA, comme 91 régiments, forme une force mixte de maintien de l'ordre en Algérie : la 483e unité de la force locale algérienne (483e UFO), constitué de 10 % de militaires de métropole et 90 % de militaires musulmans de tous bords, toujours dans le secteur d'Orléansville. Le 402e RAA est dissous le 1er août 1962.

### De l'Algérie à la professionnalisation
- En 1963, le 2e bataillon français Hawk est stationné à l’École de défense aérienne américaine de Fort Bliss (Texas, USA) où il est instruit au maniement des missiles anti-aérien Hawk jusqu'au 25 février 1964 où il rejoint le 402e RAA[4].
- le 1er janvier 1964, il forme, avec du personnel provenant du 423e régiment antiaérien, le 402e régiment d’artillerie antiaérienne (402e RAA) créé à Kehl, à la frontière franco-allemande,
- Dix sept mois plus tard, le 18 mai 1965 le régiment prend position à Dachau[6] dans la région de Munich (RFA), intégrant ses batteries Hawk à la barrière de la défense antiaérienne des forces de l'OTAN. Une batterie stationnée à Murnau et une autre stationnée à Oberschleißheim[4].
- Le 1er octobre 1966, le régiment s'installe au quartier Foch à Laon[4].
- Placé en 1969 sous les ordres du Général commandant l'artillerie du 1er corps d'armée, le 402e RAA change d’appellation le 1er novembre 1970 et devient le 402e régiment d'artillerie.
- le 402e RA rejoint le 15 août 1976 Châlons-sur-Marne.

Il est affecté en 1984 pour emploi à la 1re armée, mais appartient toujours au 1er corps d'armée chargé de sa mise en œuvre.

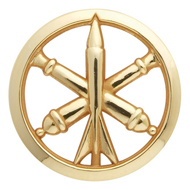
Insigne de béret d'artillerie

Au sein de l'opération Épervier, de 1986 à 1989 le régiment assure la défense antiaérienne de N'Djaména avec une batterie de MIM-23 Hawk, en alternance avec le 403e RA.
Le 1er juillet 1990, le régiment passe sous commandement de la 1re armée et, de 1990 à 1994, des personnels du régiment prennent part aux actions extérieures dans le Golfe Persique, et dans le cadre de l' Organisation des Nations unies (ONU) en Yougoslavie et au Cambodge, par l'envoi d'officiers de liaison et d'engagés.

### Professionnalisation
Le 402e RA est désormais l’unique régiment de défense sol-air à moyenne portée de l’Armée de terre. Il est en mesure d’assurer sur le sol national la défense aérienne à moyenne et courte portées de sites particulièrement sensibles et d’assurer la mise sur pied de modules projetables dans des opérations extérieures.
S’entraînant sans relâche dans sa fonction antiaérienne en participant à des exercices interarmées ou interalliés, le régiment remplit des missions de projection intérieure : aide en cas de catastrophe naturelle, protection Vigipirate, et assure également des missions de souveraineté en Martinique, Guyane (site de Kourou), de présence en Afrique (zone de défense aéroportuaire de Djibouti), et des missions dans le cadre de l'Organisation des Nations unies et de l'Organisation du traité de l'Atlantique nord (OTAN) (ex-Yougoslavie et en République de Macédoine).
Les unités de tir du régiment possèdent désormais en double dotation des matériels Mistral. Ce système d’arme sol-air à très courte portée (SATCP) est destiné à la défense antiaérienne à très basse altitude. En 2005 une batterie dotée de ce type de matériel a été projetée en Côte d’Ivoire, dans le cadre de l’Opération Licorne.
Le régiment met des moyens Hawk à la disposition de l’école d’artillerie de Draguignan, pour parfaire l’instruction des stagiaires officiers et non officiers.

### Le régiment de2010à2012
Le régiment est subordonné depuis le 1er juillet 2010 à la 1re brigade mécanisée stationnée à Chalons-en-Champagne où il se différencie des autres régiments d’artillerie sol-air par sa spécificité[Laquelle ?].
Entièrement professionnalisé, le 402e RA dispose depuis 2010 de:
- 2 batteries de tir Hawk équipées du Hawk PIP3/FDOC (B1,B2),
- 1 batterie de maintenance (BM),
- 1 batterie des opérations qui arme deux postes de commandement (BO),
- 1 unité de réserve de régiment professionnel (B5).

Le matériel est alors le suivant :
- Système d'arme Hawk PIP 3 (capacité de 48 missiles sur rampe, huit radars de tir et huit radars de détection), environ 200 missiles Hawk en stock en avril 2012
- Système d'arme Mistral en double dotation (24 postes de tir et 4 radars de détection)
- 2 Centres de Contrôle Régimentaire associés à un système de transmission automatique de données dérivé du RITA
- Nombreuses stations de Faisceaux Hertziens Modulaires (FHM)

Une batterie mettant en œuvre le Hawk est composée d’une section de commandement, de deux sections de tir et d’une section de montage des missiles. Chaque section de tir dispose d’un centre de coordination des feux (alias FDOC pour Fire Direction and Operation Center) auquel peuvent être raccordés simultanément jusqu’à sept lanceurs. Chaque lanceur emportant trois missiles, on peut donc avoir jusqu’à 21 missiles immédiatement prêts à l’emploi par section.
À la suite de la décision gouvernementale d’affecter à l’Armée de l’air le système d’arme à moyenne portée (SAMP/T) destiné à succéder au Hawk, le 402e RA, qui effectue son dernier tir de missile Hawk le jeudi 29 mars 2012, a été dissous le 1er juillet 2012.

## Étendard
Il porte, cousues en lettres d'or dans ses plis, les inscriptions suivantes, :
- Grande Guerre 1914-1918
- AFN 1952-1962

L'étendard du 402e régiment d'artillerie de défense contre aéronefs a été remis au régiment en février 1926 par le général Chabord commandant l'aéronautique de l'Armée française au Rhin.

## Insigne

### Insigne du402erégimentd'artillerie de DCA
L'insigne du 402e RADCA, fabriqué par les maisons Digas et Arthus-Bertrand à partir de 1936, montre un avion dans un faisceau de projecteur blanc visé par deux tubes antiaériens, avec en pointe de l'insigne les armes de la ville de Metz (garnison d'alors).

### Insigne du402erégimentd'artillerie
Écu français ancien d’azur au missile blanc à ailerons noirs posés en barre accompagné en chef dextre d’un cartouche d’or au numéro rouge, l’écu timbré d’un pont à trois arches d’or, le reste du même.

## Faits d'armes faisant particulièrement honneur au régiment
Date célèbre pour les artilleurs sol-air, le 7 septembre 1987 correspond au seul fait d'armes reconnu de l'artillerie sol-air française depuis la dernière guerre mondiale.
De 1986 à 1989, en alternance avec les personnels des 401e et 403e régiments d'artillerie, le 402e RA assure avec une batterie Hawk la défense anti-aérienne de N'Djamena, la capitale du Tchad. Le 7 septembre 1987, un missile de la batterie Hawk alors servie par des personnels du 403e détruisait un bombardier Tupolev 22 de l'armée de l’air libyenne qui amorçait son attaque sur la capitale tchadienne et sur le dispositif Épervier. Ce fait d'armes, unique depuis la Seconde Guerre mondiale, démontrait déjà toute l'efficacité de l'artillerie sol-air, en projection loin de ses bases.
Le 7 septembre 1987 à 6 h 55, sur ordre du chef contrôleur de la défense aérienne locale, l'équipe de tir de la 1re batterie, commandée par le Lieutenant Aznar, effectue un tir contre un Tupolev 22 libyen. L'appareil est abattu à huit kilomètres de la batterie avant d'avoir réussi son attaque contre la capitale tchadienne et les installations militaires françaises. Dans le même temps, les forces françaises stationnées à Abéché subissent un bombardement effectué par un appareil libyen.
Dans la même semaine, une équipe de reconnaissance, issue du même détachement, effectue au nord du 16e parallèle une reconnaissance tactique sous la conduite du chef de corps du 403e régiment d'artillerie, le colonel Petit ; elle y est soumise à un bombardement le 10 septembre après-midi, là aussi par un Tupolev 22 libyen.

## Personnalités ayant servi au sein du régiment
- Jean-Philippe Marqueron - 1992-1994[12]

## Sources et bibliographie
- Historique de l'artillerie française, H. Kauffert.